# Rumeni
I rumeni o romeni  sono un popolo dell'Europa danubiana. La maggior concentrazione di rumeni si trova in Romania e Moldavia, dove costituiscono la maggioranza della popolazione, mentre molte altre comunità sono sparse per il mondo, per un totale di circa 16 milioni di rumeni. Il rumeno (o dacorumeno) fa parte della famiglia linguistica rumena, così come l'arumeno (o macedorumeno), il meglenorumeno (o meglenitico) e l'istrorumeno.

## Origini
Il popolo rumeno affonda le sue radici nell’antica Dacia, un territorio che corrisponde in gran parte all’odierna Romania. I Daci, una popolazione traco-getica, furono conquistati dall'Impero romano nel 106 d.C. sotto Traiano. La romanizzazione della Dacia portò all’integrazione della lingua latina, base del futuro idioma rumeno.
Dopo il ritiro delle legioni romane nel 271 d.C., la Dacia fu attraversata da numerose popolazioni migratorie, tra cui Goti, Unni, Gepidi e Avari. Nonostante le influenze esterne, la cultura e la lingua romanizzate sopravvissero. Gli Slavi si stabilirono nell'area a partire dal VII secolo, lasciando un segno profondo sulla lingua rumena e sulla toponomastica locale. Nell’VIII-IX secolo, gran parte dell'attuale territorio della Romania attuale entrò nell’orbita del Primo Impero Bulgaro, mentre all'inizio del X secolo i Magiari (Ungheresi) estesero il loro dominio sulla Transilvania. Un ruolo significativo ebbero anche i Peceneghi (tra il IX e l'XI secolo) e poi i Cumani (tra l'XI e il XIII), che si stabilirono nelle steppe del basso Danubio. Successivamente, nel XIV secolo, quest'area vide la formazione dei Principati di Valacchia e Moldavia, che resistettero all’espansione ottomana.
Nonostante le dominazioni straniere e le influenze culturali provenienti da popoli diversi, i rumeni mantennero la loro lingua e le loro tradizioni di origine latina in Valacchia, Moldavia e Transilvania, preservando così la loro identità nel corso dei secoli.

## Distribuzione
I rumeni abitano nello spazio carpato-danubiano-pontico, in un numero complessivo di 26 milioni, di cui 20,4 milioni abitano in Romania e Moldavia, il resto è sparso nei Paesi vicini.
In Ucraina vivono circa 409.000 rumeni (dichiarati sia "rumeni" sia "moldavi") specialmente nelle oblast' di Černivci, della Transcarpazia e di Odessa, ma anche dei moldavi nell'oblast' di Mykolaïv e in quella di Kirovograd.
Altre comunità più piccole vivono in Serbia (specialmente in Voivodina e nella Craina), in Ungheria e in Bulgaria.
Circa 10 milioni di rumeni sono migrati in cerca di lavoro all'estero. Oltre 2.000.000 vivono negli Stati Uniti. Le più grandi comunità si trovano in Ohio, Indiana, Michigan, Illinois, California, Pennsylvania e New York. Nel vicino Canada vivono circa 400.000 rumeni (inclusi i moldavi).
Durante il XX secolo numerosi ebrei rumeni emigrarono verso lo Stato di Israele, contribuendo alla sua creazione. Nel 2014 i cittadini israeliani che dichiararono di avere ascendenza rumena furono 405.600.
Dopo l'adesione della Romania nell'Unione europea nel 2007, milioni di rumeni si sono stabiliti in varie nazioni europee, specialmente in Italia, Spagna e Germania. In Italia vi sono 1,207 milioni di cittadini rumeni (1,336 milioni contando anche i moldavi), costituendo la più grande comunità rumena fuori patria, in Spagna ve ne abitano circa 798.000 (818.000 inclusi i moldavi) e in Germania circa 452.000.